# Pyrianoreina
Pyrianoreina är ett släkte av skalbaggar. Pyrianoreina ingår i familjen långhorningar.
Kladogram enligt Catalogue of Life:
| Pyrianoreina | \| \| Pyrianoreina hovorei \| \| \| \| \| \| Pyrianoreina piranga \| \| \| \| |
|              | \| \| Pyrianoreina hovorei \| \| \| \| \| \| Pyrianoreina piranga \| \| \| \| |
|              | Pyrianoreina hovorei                                                          |
|              |                                                                               |
|              | Pyrianoreina piranga                                                          |
|              |                                                                               |